# شارل تروني
شارل تروني (Charles Trenet) هو مغني وملحن وكاتب أغاني فرنسي مشهور عالميا بأغاني العشق والغرام ولد في 18 مايو 1913 في مدينة ناربون جنوب فرنسا عرف بشخصيته الغريبة والمنطوية التي تتميز بالخفاء والبعد عن الاعلام مع ذلك أحبه الجمهور الفرنسي وظل يستمع إلى أغانيه إلى الآن

## طفولته
عاش طفولة هادئة في عائلة محافظة حيث تعلم العزف على البيانو على يد والده ثم انظم إلى الفرقة المحلية في ناربون وتعلم العزف عى الإيتار ولكن سرعان ما اكتشفه الجمهور واستقل بنفسه

## اللون الغنائي
كان يؤدي الأغنية الهادئة والملتزمة والحزينة في أغلب الأحيان

## وفاته
توفي في 19 فبراير 2001 في كريتال شمال فرنسا عن عمر يناهز 87 عاما وحضر جنازته الآلاف من عشاقه ورموز الدولة الفرنسية ومسؤولوها والكثير من الفنانين والمشاهير

## محاكمه
اتهم تروني بعدة قضايا سرقة أغاني وأفلام من خصومه ولكن المحكمة برأته لعدم كفاية الأدلة وظل ينفي التهم عنه حتى وفاته ولكن الكثيرين دافعوا عنه واعتبروا الاتهام غيرة وزعل من خصومه والحاسدين لنجاحه.

## روابط خارجية
- شارل تروني على موقع IMDb (الإنجليزية)
- شارل تروني على موقع ألو سيني (الفرنسية)
- شارل تروني على موقع ميوزك برينز (الإنجليزية)
- شارل تروني على موقع قاعدة بيانات برودواي على الإنترنت (الإنجليزية)
- شارل تروني على موقع أول ميوزيك (الإنجليزية)
- شارل تروني على موقع ديسكوغز (الإنجليزية)
- شارل تروني على موقع قاعدة بيانات الفيلم (الإنجليزية)
- شارل تروني على موقع ليتربوكسد (الإنجليزية)